# العقبة (يريم)

تعديل مصدري - تعديل

العقبة هي إحدى حارات حي يريم بمدينة يريم أحد مدن محافظة إب، بلغ تعداد سكانها 273 نسمة حسب تعداد اليمن لعام 2004.